# Славка-Мала
Славка-Мала (пол. Sławka Mała, нім. Klein Schläfken) — село в Польщі, у гміні Козлово Нідзицького повіту Вармінсько-Мазурського воєводства.
Населення — 77 осіб (2011).
У 1975-1998 роках село належало до Ольштинського воєводства.

## Демографія
Демографічна структура станом на 31 березня 2011 року:
|          | Загалом | Допрацездатний вік | Працездатний вік | Постпрацездатний вік |
| -------- | ------- | ------------------ | ---------------- | -------------------- |
| Чоловіки | 37      | 13                 | 23               | 1                    |
| Жінки    | 40      | 5                  | 26               | 9                    |
| Разом    | 77      | 18                 | 49               | 10                   |